# Kostel svatého Jana Křtitele (Kurdějov)
Kostel svatého Jana Křtitele je římskokatolický farní kostel v centru obce Kurdějov v okrese Břeclav. První zmínka o kostele v obci pochází z roku 1350, současnou, pozdně gotickou podobu získal kostel na přelomu 15. a 16. století. V 80. letech 20. století proběhla generální rekonstrukce celého kostela.
Pozdně gotický jednolodní kostel obklopuje samostatně stojící zvonice, kaple Všech svatých a kostnice; stavby jsou propojené obrannou hradební zdí. Spolu dohromady tvoří jeden z největších a nejzachovalejších komplexů opevněného kostela v Česku. Je chráněn jako kulturní památka.

## Historie
Počátky kostela v Kurdějově sahají pravděpodobně do 1. poloviny 14. století. První písemná zmínka o něm pochází z roku 1350. Tehdy filiální kostel boleradického kostela spadal pod patronát kláštera v Dolních Kounicích. Vlastní církevní správu získal roku 1390. Kostel se v té době sestával z hlavní obdélné lodi s náznakem boční lodi na východní straně. Podoba tehdejšího kněžiště není známa. Loď nenesla klenbu, pouze plochý trámový strop. Přístup do lodi byl dodnes dochovaným portálem na jejím západním průčelí.
Zřejmě před rokem 1465 bylo původní kněžiště zbořeno a nahrazeno současným, čemuž nasvědčuje dochovaný letopočet vzniku MCCCCLXV na jednom z opěráků. Asi v této době vznikl při jižní straně lodi silnostěnný věžovitý přístavek čtvercového půdorysu. Na přelomu 15. a 16. století proběhla rozsáhlá pozdně gotická přestavba kostela, pravděpodobně iniciovaná pány z Lipé. Loď byla kolem roku 1500 zaklenuta síťovou klenbou, kterou nesly opěrné sloupy nově přistavěné vně lodi. V západní části lodi přibyla hudební kruchta. Na jižní straně lodi došlo k vybudování nového vstupního portálu. Byla také posílena obranyschopnost kostela vybudování pochůzného patra se střílnami nad stropem lodi. Toto patro mělo též sloužit jako útočiště při napadení.
V blízkosti kostela vznikly v této době i další stavby. Západně od kostelní lodi byla kolem roku 1493 vybudována masivní samostatně stojící zvonice. Severně od kostela byla kolem roku 1507 postavena kaple Všech svatých. Jižně od lodi přibyla kostnice, kamenná stavba hranolového tvaru. Areál kostela obklopila kamenná obranná zeď s ochozem. Obranný charakter nesly i nově vybudované stavby mohutné zvonice a kaple. Na přelomu 16. a 17. století byly vybudovány vyzděné podzemní únikové chodby, vedoucí z kněžiště a karneru východním směrem.
Takto upravený komplex dostal téměř pevnostní ráz, poskytující možnost útočiště a obrany obyvatelům vsi. Především během 17. století se Kurdějov stal cílem řady nájezdů drancujících vojsk. Během tureckého nájezdu roku 1663 se části kurdějovských obyvatel podařilo ukrýt a ubránit se v opevněném areálu kostela. Další zmínka je z roku 1704, kdy obec postihl vpád Kuruců. O úspěšnosti obrany v ostatních případech se nedochovaly žádné zprávy.
Poslední rozsáhlejší úpravy kostela proběhly roku 1718. Na severní a jižní straně lodi byla prolomena nová půlkruhová okna v barokním stylu. Kněžiště dostalo nové zaklenutí plackou. Prostor mezi ním a lodí byl rozdělen vítězným obloukem. Tyto barokní úpravy však nenarušily celkový gotický ráz kostela.
Roku 1834 proběhla přestavba narušené střechy zvonice, která dostala současnou podobu. Během oprav kostela v roce 1919 došlo k menším úpravám. Další opravy se kostel dočkal roku 1936, kdy byla také obnovena střešní krytina lodi a opravena kaple.
Generální rekonstrukce celého komplexu byla zahájena počátkem 80. let 20. století. Jako první byla rekonstruována kaple Všech svatých, která se nacházela v nejhorším stavu. Roku 1982 proběhla výměna oken v budově fary a v kostelní věži. Statické zabezpečení kostela a hradebních zdí pomocí injektáží provedl v letech 1983–1984 podnik Ingstav Brno. V těchto letech také proběhl archeologický průzkum areálu. Následně byla loď, zvonice a kaple nově zastřešena. Renovaci fasád kostela a fary zajistil podnik Průmyslové stavby Brno. Restaurování kamenických prvků v interiéru a exteriéru provedli pracovníci podniku Umělecká řemesla Brno. V roce 1993 byl renovován oltářní obraz.

## Popis
Areál kostela svatého Jana Křtitele se nalézá na návrší v centru obce Kurdějov a tvoří její dominantu. Ústřední částí souboru je přibližně orientovaný jednolodní chrám. Obklopuje jej několik mohutně dimenzovaných staveb s výraznými obrannými rysy. Na východě je to samostatně stojící zvonice, na severu kaple Všech svatých, na jihu hranolový karner s přístavbou. Tyto stavby jsou propojeny kamennou obrannou zdí silnou asi 1 m a vysokou 3,5–4 m (současný stav), zevnitř opatřenou kamennými krakorci původně nesoucími dřevěný ochoz. Celková délka zdi je zhruba 105 m. Celek doplňuje východně stojící budova fary, zvnějšku těsně navazující na hradební zeď.

### Kostel
Kostel svatého Jana Křtitele je pozdně gotická jednolodní, přibližně orientovaná stavba, na východní straně mírně rozšířená náznakem boční lodě. K té na jižní straně přiléhá hranolovitá sakristie. Kněžiště je trojboce ukončené. Zdi lodi i kněžiště zvenčí posilují stupňované opěrné pilíře. Některé z nich nesou tesané kamenické značky a erby. V západním průčelí lodi se nachází původní vstupní portál, opatřený kamenným ostěním s lomeným obloukem. V ose jižního průčelí je situován novější portál z přelomu 15. a 16. století. Bohatě zdobený, mírně lomený kamenný portál je zakončen fiálami a sochou Krista na kříži. Vedle ní se původně nacházely menší sochy ukřižovaných zločinců, později odsekané. Kolem portálu jsou patrné pozůstatky fresek. Část původních gotických oken s ostěním tvaru lomeného oblouku byla na počátku 18. století zaslepena a nahrazena rozměrnějšími a výše posazenými barokními okny, zakončenými obloukem. Kostel je zastřešen sedlovou zvalbenou střechou kterou nesou dřevěné krakorce. Uprostřed hřbetu vystupuje oplechovaný sanktusník. Krytinu, obnovenou v 80. letech 20. století, tvoří měděný plech.
Hlavní loď je zaklenuta pozdně gotickou hvězdicovou žebrovou klenbou, s žebry hruškovitého profilu. Ty se stýkají ve čtyřlistých svornících. Na konzolách žeber se nachází několik kamenických značek. Kněžiště nese zaklenutí nepravidelnou plackou, vytvořené během barokních úprav z počátku 18. století. Příčná loď je zaklenuta jednoduchou barokní valenou klenbou, sakristie klenbou křížovou.
Kněžiště a loď odděluje barokní půlkruhový vítězný oblouk. V západní části lodi se nachází hudební kruchta, jejíž čelo nesou hranolové pilíře ústící do trojice lomených oblouků. Strop kruchty tvoří hvězdicová žebrová klenba. Parapet kruchty je kamenný, zdobený plaménkovou kružbou. Přístup na kruchtu je pomocí točitých schodišť v polygonálních obezdívkách při severní a jižní straně západní stěny lodi.
Vnitřnímu zařízení dominuje hlavní oltář ze čtyřicátých let 18. století, osazený plastikami svatého Šebestiána, sv. Markéty, sv. Kateřiny a sv. Rocha. Jejich autorem je Ignác Lengelacher. V nástavci oltáře je umístěn novodobý obraz Panny Marie. Dva retabulární oltáře v čele lodi pocházejí z téže doby jako hlavní oltář.
U severního křídla příčné lodi je umístěna kamenná kazatelna z roku 1522. Pětiboký útvar spočívá na přístěnném pilíři zakončeném fiálami. Schodiště na kazatelnu zdobí plaménková kružba. Šestiboká kamenná křtitelnice pochází pravděpodobně z roku 1495. Varhany byly vyrobeny roku 1885.

### Zvonice
Samostatně stojící pozdně gotická zvonice v západní části areálu plnila během obléhání také funkci bergfritu. Pochází asi z roku 1493, v 70. letech 16. století podstoupila přestavbu. Roku 1834 byla původní narušená střecha s ochozem a věžičkami nahrazena současnou, jednoduššího tvaru. Zvonice je masivní čtyřpatrová stavba, vysoká asi 45 m, čtvercového půdorysu. Přízemí je zaklenuto křížovou klenbou a je přístupné z vnitřního dvora dveřmi s kamenným portálem. Není nijak propojeno s vyššími patry. První patro je přístupné vnějším točitým schodištěm ústícím na zastřešený dřevěný ochoz nesený kamennými krakorci. Původně však bylo propojeno mostem s kostelní lodí. Klenba patra je valená. Tento prostor sloužil k obytným a obranným účelům. Další patra jsou přístupná žebříky. Druhé patro prosvětlují lomená gotická okna s kamenným ostěním doplněným kružbou. Třetí patro je opatřeno malými kruhovými okny a věžními hodinami. Věž je zakončena nakoso postavenou nadstavbou s další vrcholovou odstupněnou nadstavbou nesoucí jehlancovou střechu. Celý tento útvar pokrývá krytina ze štípané břidlice.
Ve věži jsou zavěšeny dva velké zvony. Jeden pochází z roku 1606, druhý původně z roku 1456 (přelitý v roce 1839).

### Kaple
Kaple Všech svatých je pozdně gotická stavba z počátku 16. století. Sloužila jako hřbitovní kaple původního hřbitova do jeho přestěhování počátkem 17. století. Mimo to také plnila funkci obranné bašty zakomponované do hradební zdi areálu. Je postavena na čtvercovém půdorysu s trojbokým závěrem. Zdi jsou zvenčí zesíleny opěrnými pilíři. Zdivo je armováno nárožními kamennými kvádry. Na vnitřních fasádách kaple jsou umístěna dvě okna s kamenným ostěním zakončeným lomeným obloukem. Vstup do kaple se nachází v západním průčelí. Sedlový portál je opatřen kamenným ostěním s protínajícími se pruty. Sál kaple je zaklenut síťovou žebrovou klenbou, uvnitř se nachází jednoduchý malý oltář. Nad hlavním sálem se nalézá půdní obranné patro, opatřené malými obdélníkovými okny s kamenným ostěním a dvěma klíčovými střílnami na severní straně. Vstup na půdu je situován na východním průčelí. Patro bylo podél zdí směřovaných dovnitř areálu opatřeno vnějším dřevěným ochozem. Z něj se dochovaly pouze nosné kamenné krakorce. Střecha kaple je sedlová, opatřená pálenými střešními taškami.

### Karner
Nachází se jižně od kostela, tvoří jej dvě neomítnuté kamenné hranolové stavby obdélníkového půdorysu, zaklenuté valenou klenbou. Obě tyto středověké stavby jsou různého stáří, jedna z nich snad mohla být kaplí svatého Mikuláše. Obě stavby jsou součástí opevnění, s hradební zdí lícují jejich jižní stěny.

### Podzemní chodby
Pod areálem kostela se nachází síť podzemních chodeb, zbudovaných pravděpodobně na přelomu 16. a 17. století. Plnily funkci únikovou a (nebo) zásobovací. Chodby jsou vyzděné cihlami a valeně zaklenuté. Jejich šířka je zhruba 0,7 až 1,2 m a výška 1,5–1,75 m. Hlavní větev dlouhá zhruba 80 m vede z kněžiště kostela na východ a poté jižně; končí ve sklepě domu čp. 1. Celá trasa je několikrát zalomená, s několika rozšířenými komorami a kamennými dveřními ostěními. Z trasy vede několik slepých odboček. Boční jihozápadní trasa délky 30 m končí u hradební zdi.

### Fara
Budova fary stojí při západní straně areálu. Jednopatrová stavba přibližně čtvercového původu má pozdně gotický původ. Byla renesančně upravena a v polovině 18. století přestavěna barokně do současné podoby. Na hlavním průčelí jsou umístěna obdélníková okna, jejich horní řada nese výzdobu plastickou štukaturou. Na fasádě hlavního průčelí, mezi prostředními okny horního patra, se nachází freska slunečních hodin. V patře severního průčelí jsou umístěny dvě kamenné klíčové střílny.
Před hlavním průčelí fary se tyčí barokní kříž datovaný letopočtem 1793, s plastikou Ježíše Krista a reliéfem Máří Magdalény. Při jižní straně areálu se dále nacházejí barokní sochy svatého Antonína Paduánského a svatého Jana Nepomuckého, obě z poloviny 18. století.

## Galerie

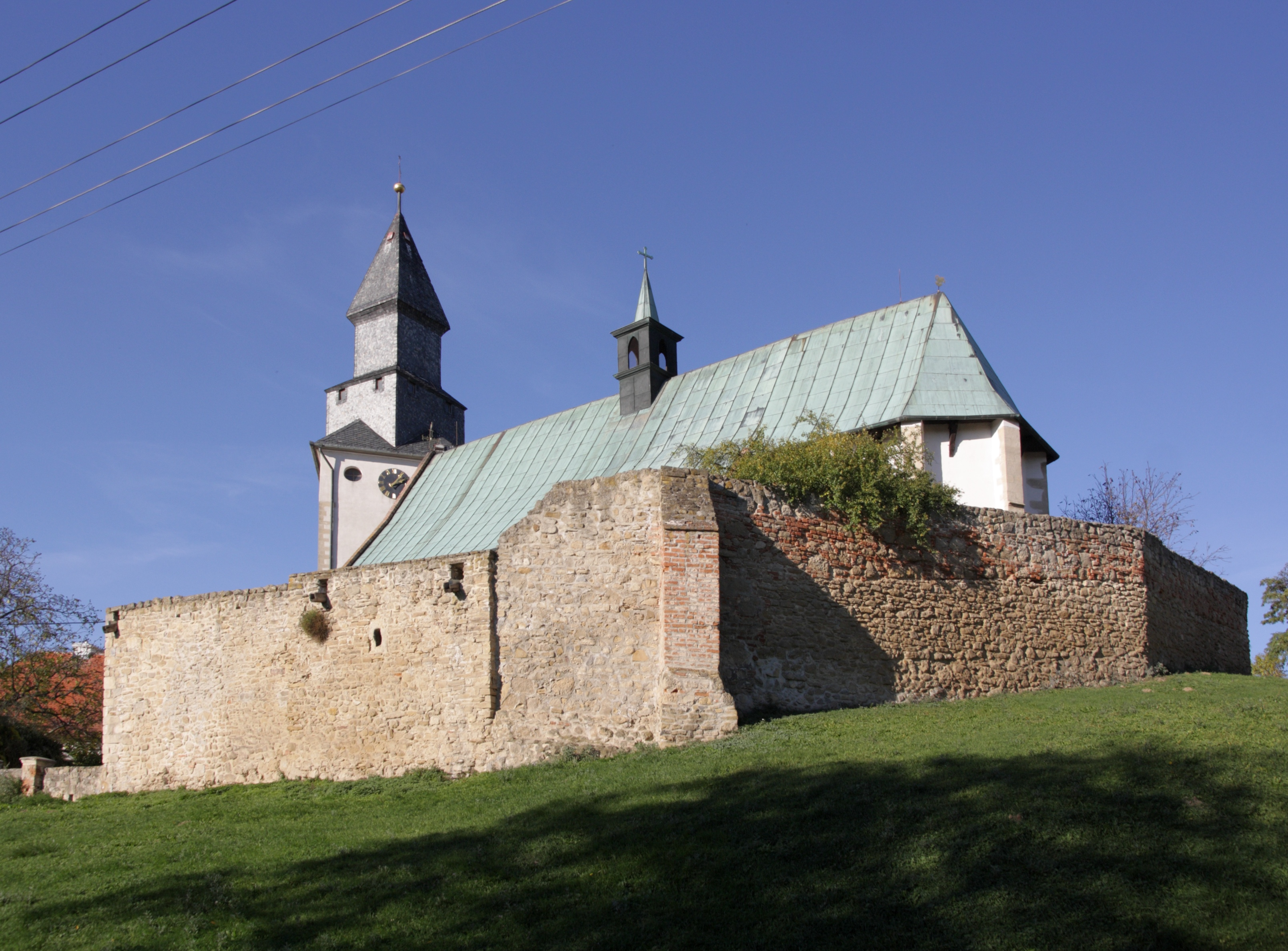
pohled od jihovýchodu
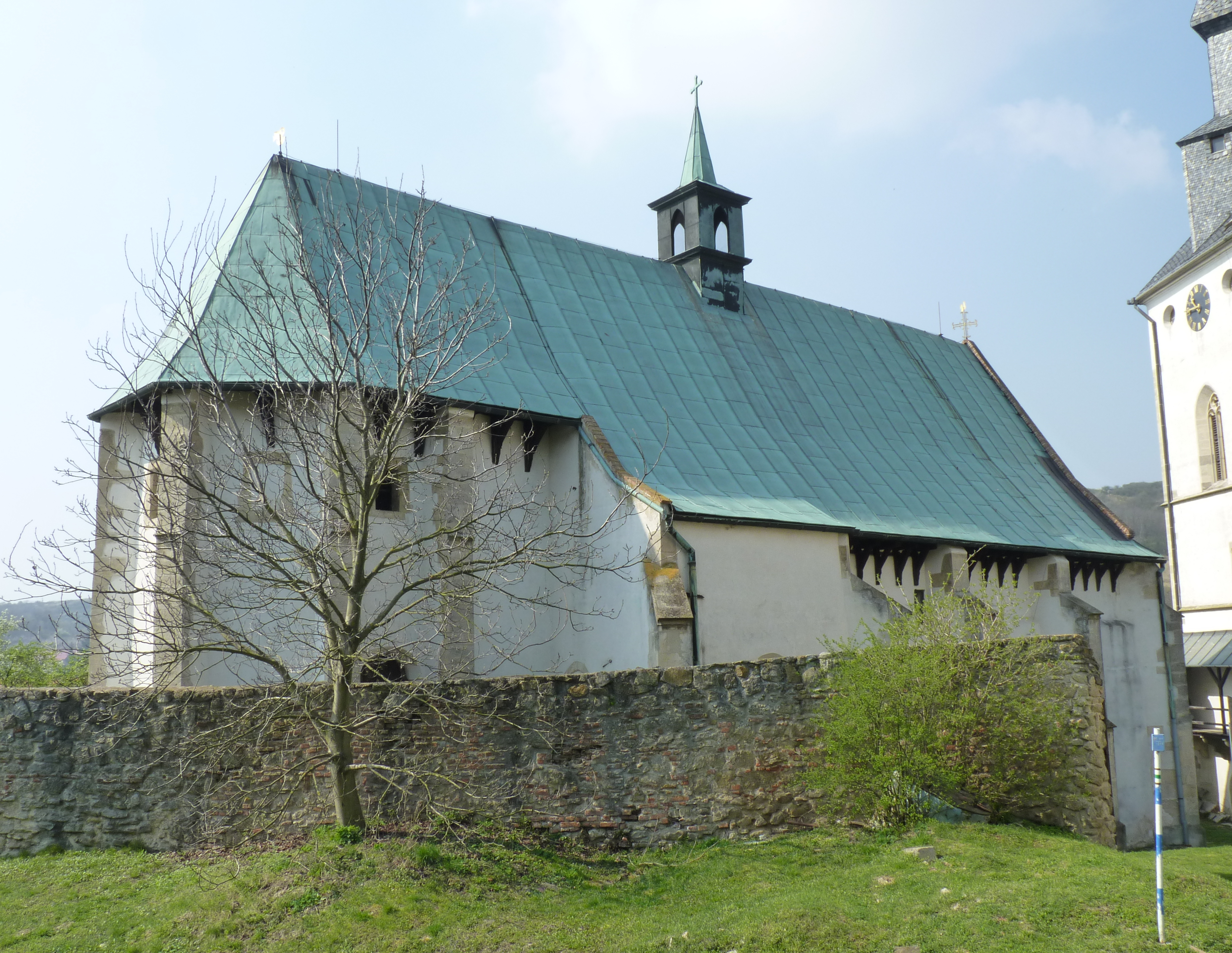
loď, pohled od severovýchodu
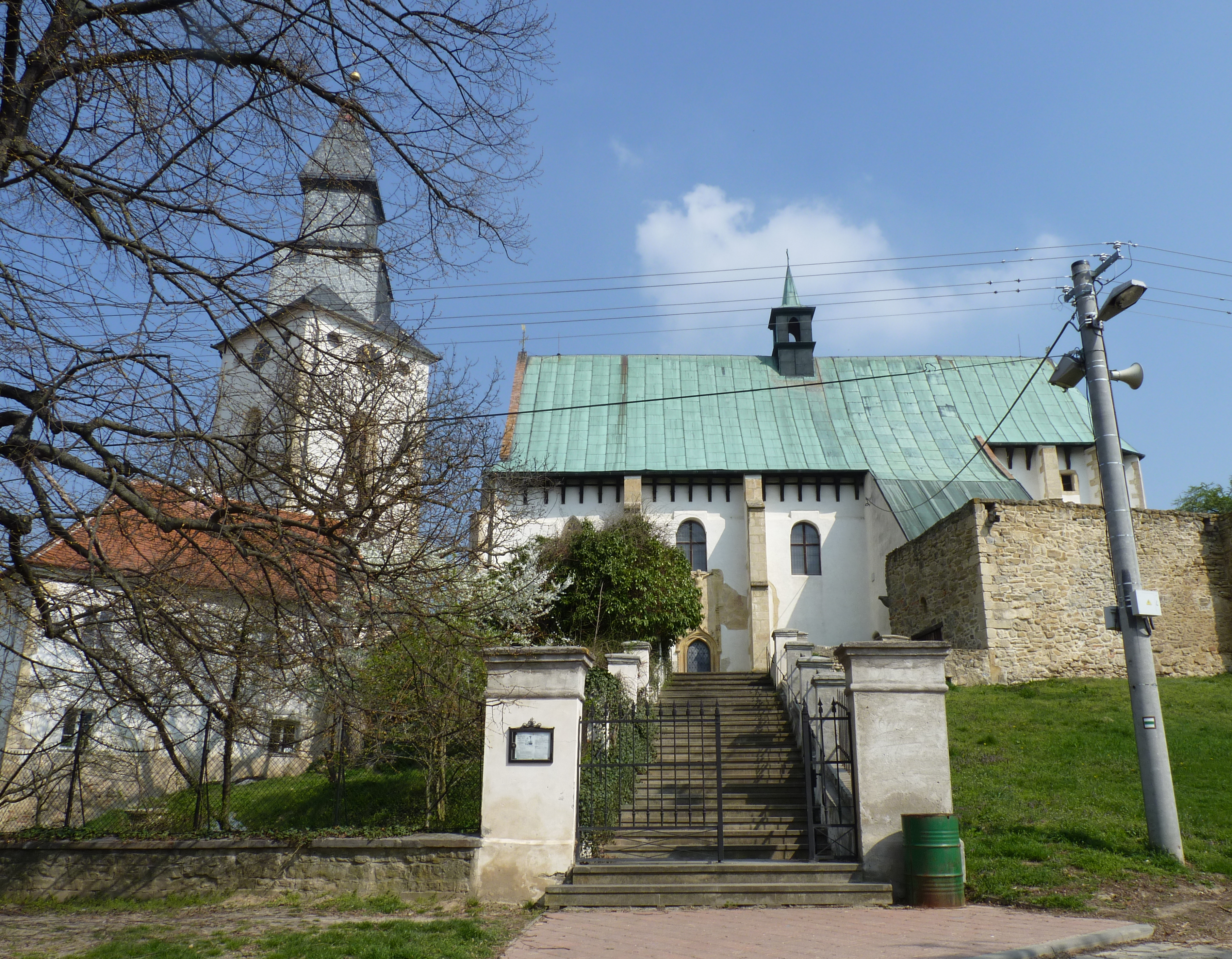
pohled od jihu
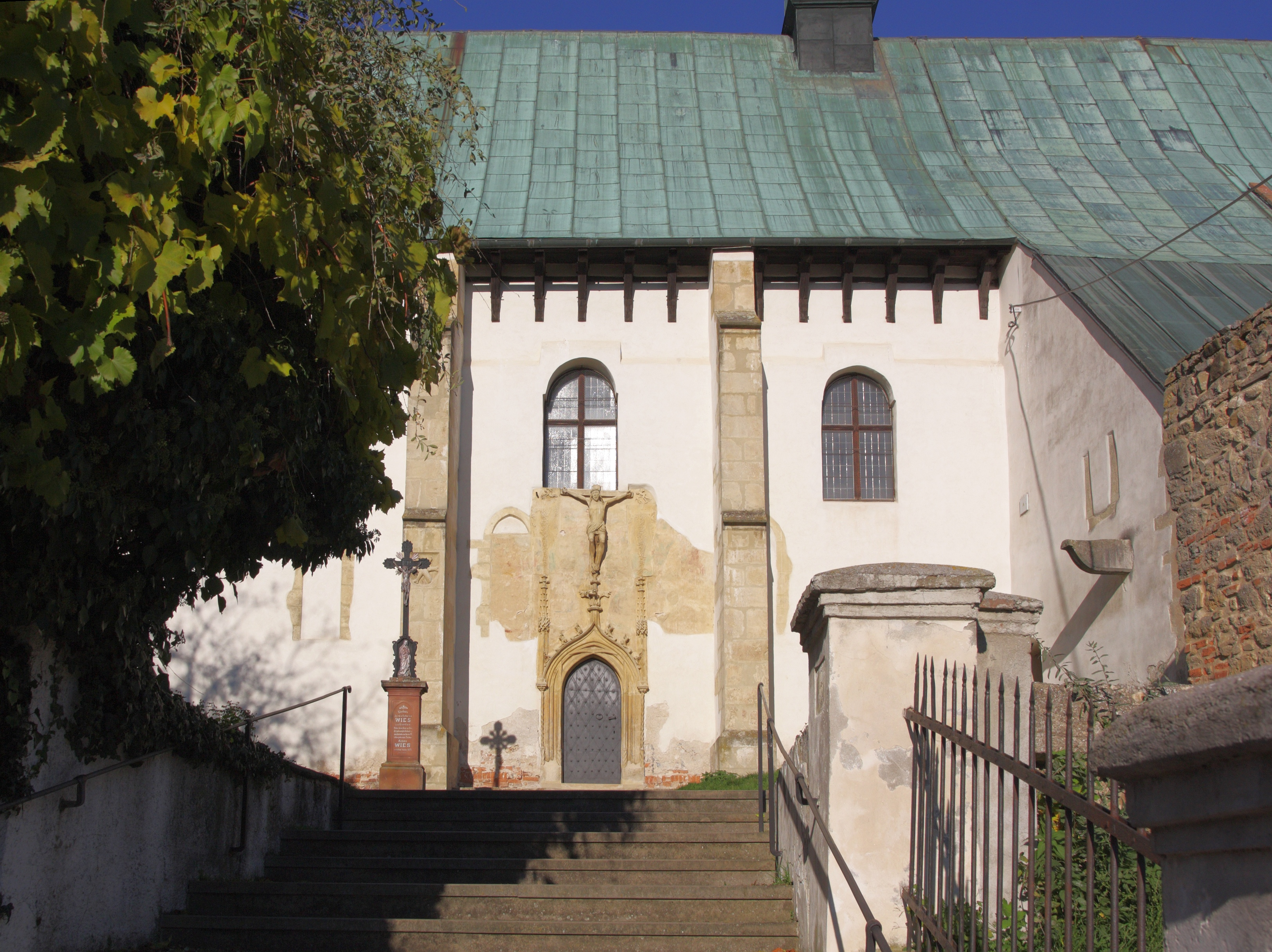
jižní průčelí lodi
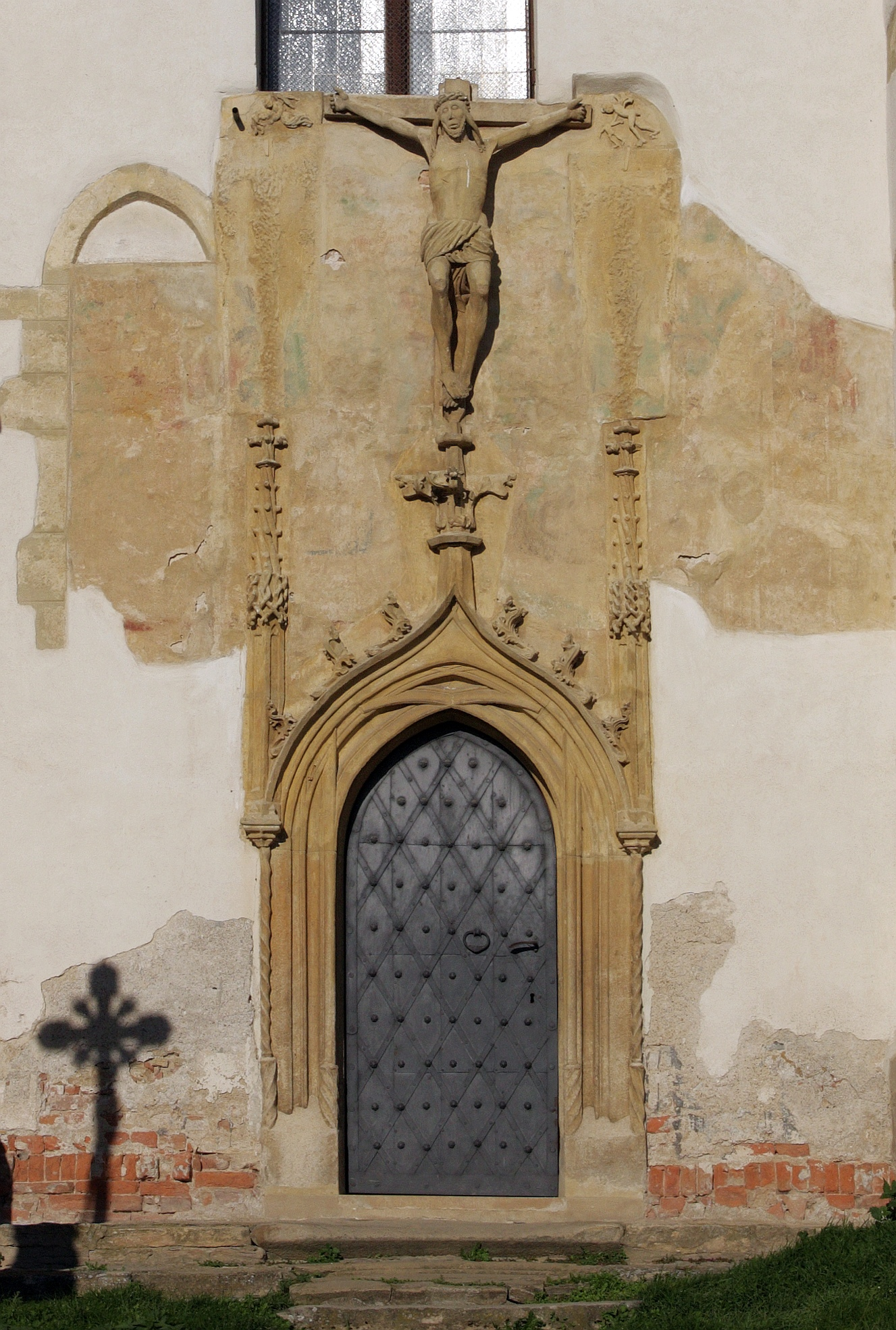
jižní portál lodi
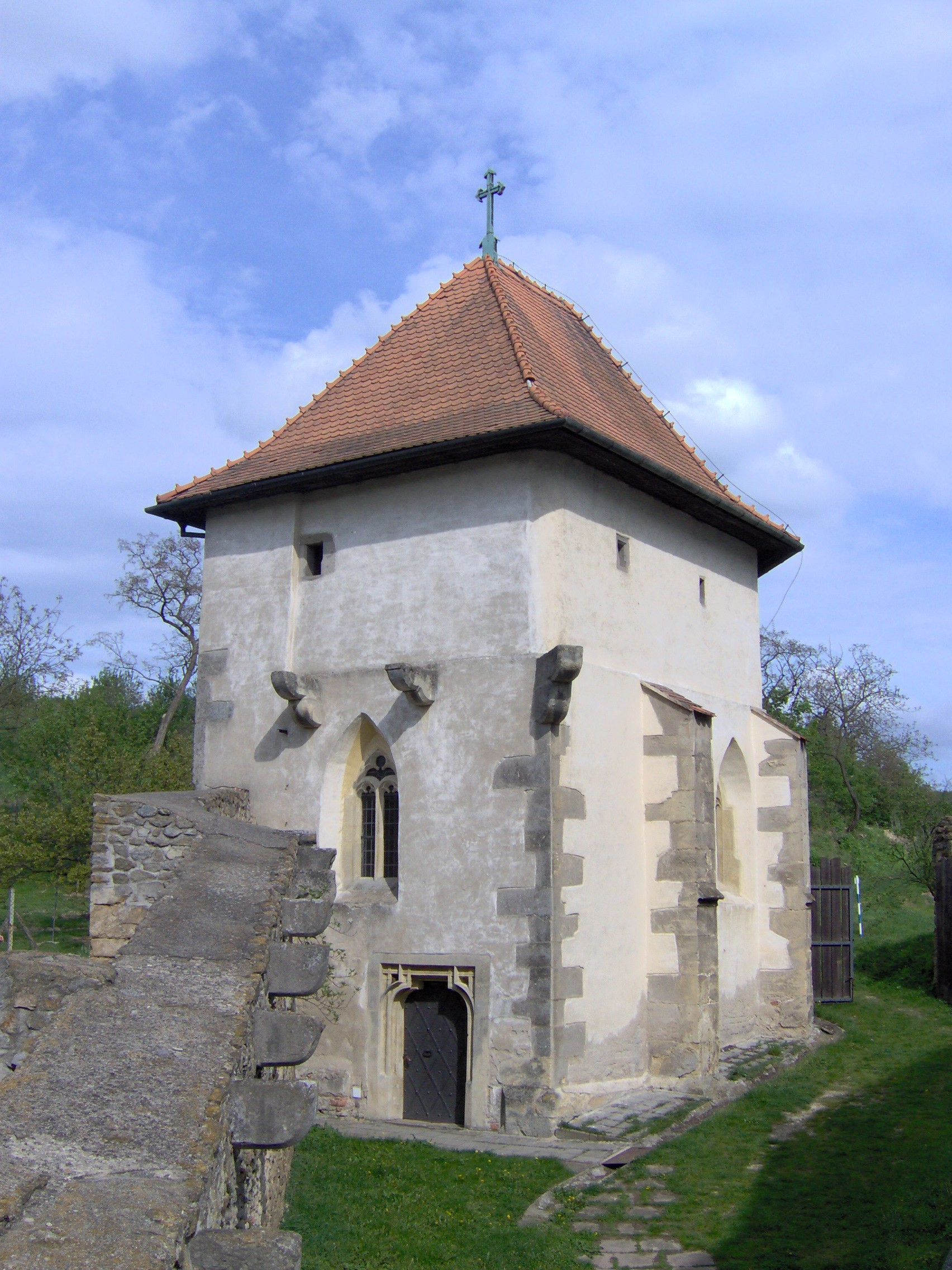
kaple Všech svatých
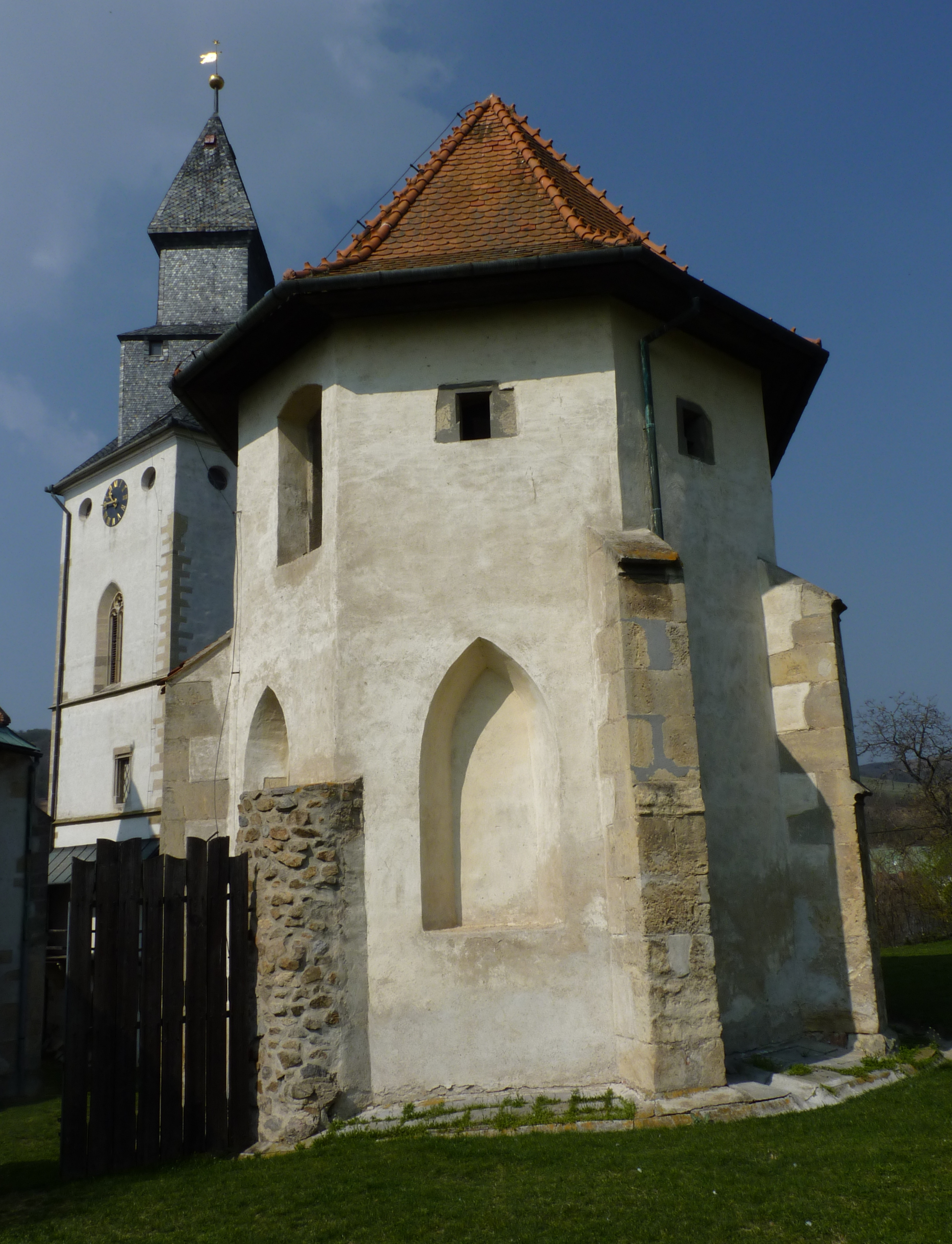
kaple Všech svatých, závěr
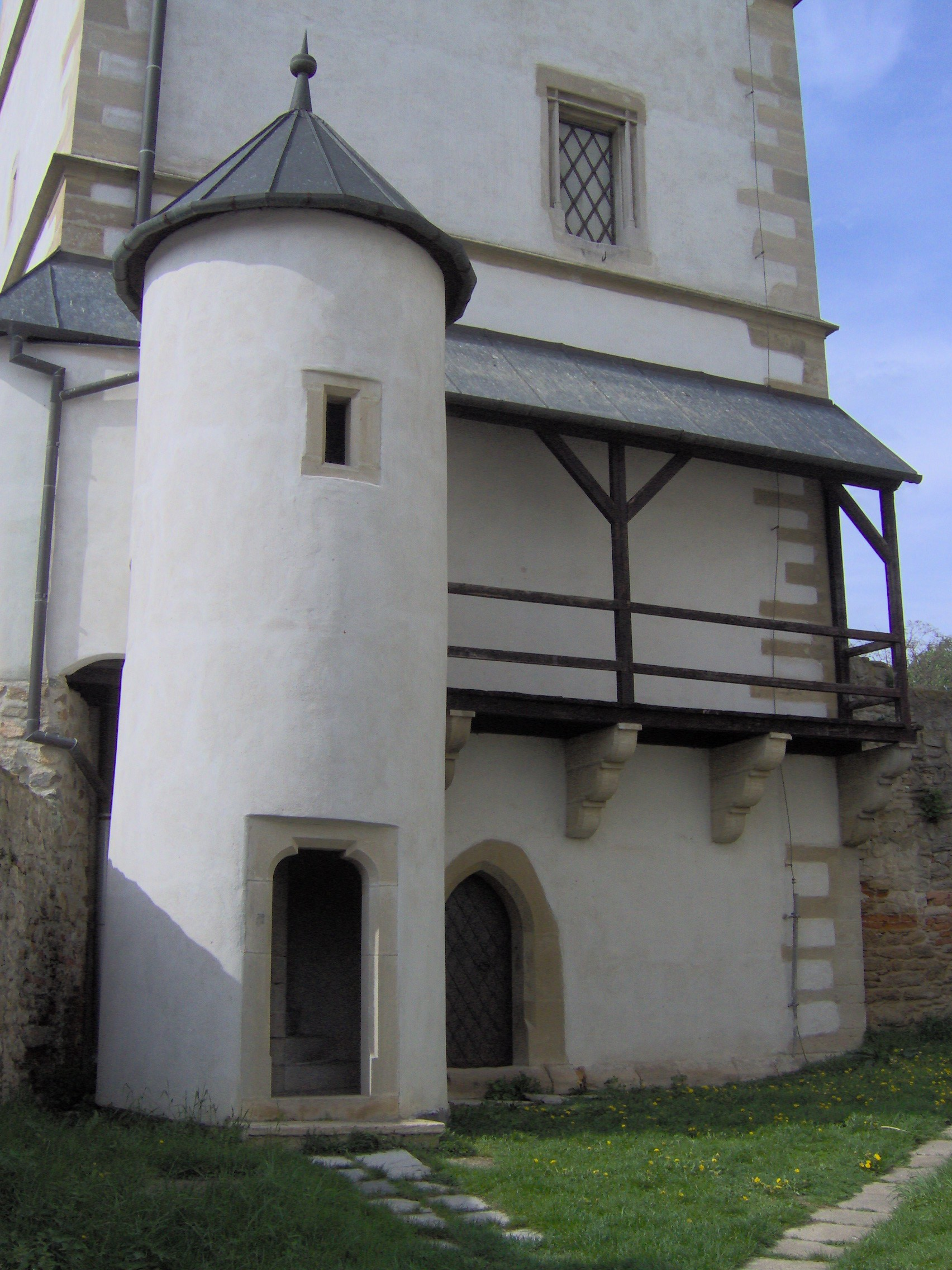
přístup na zvonici
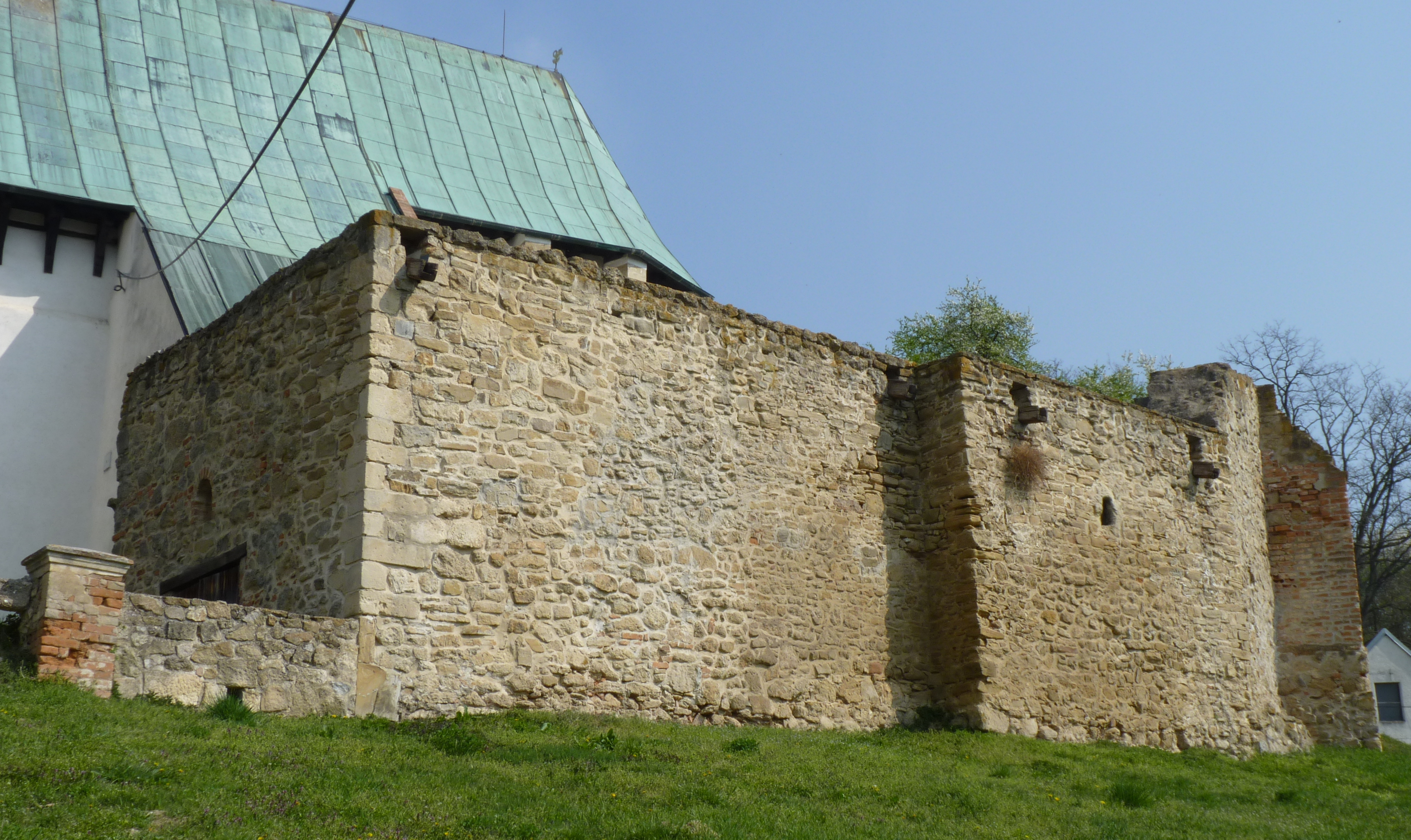
karner
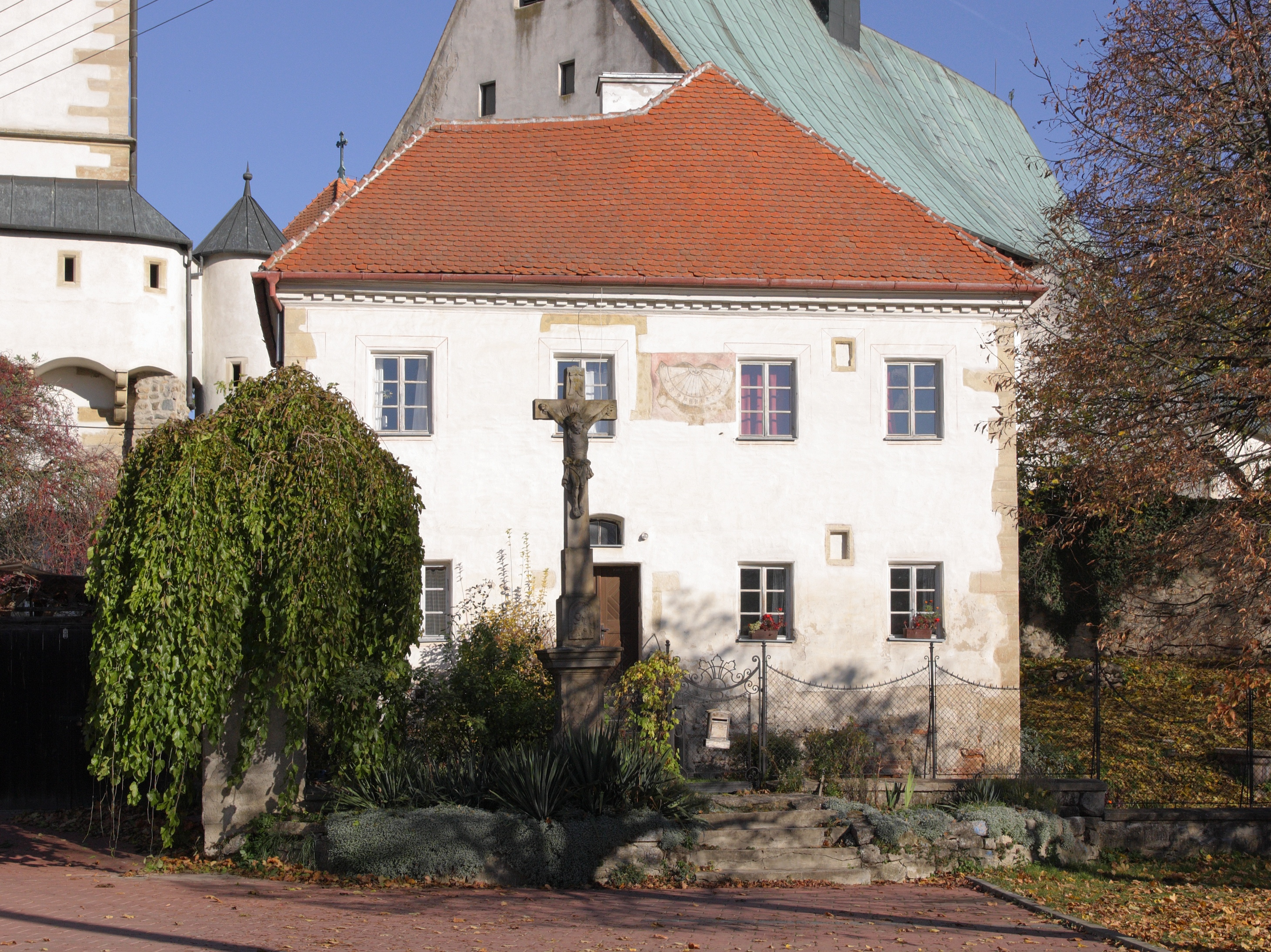
fara
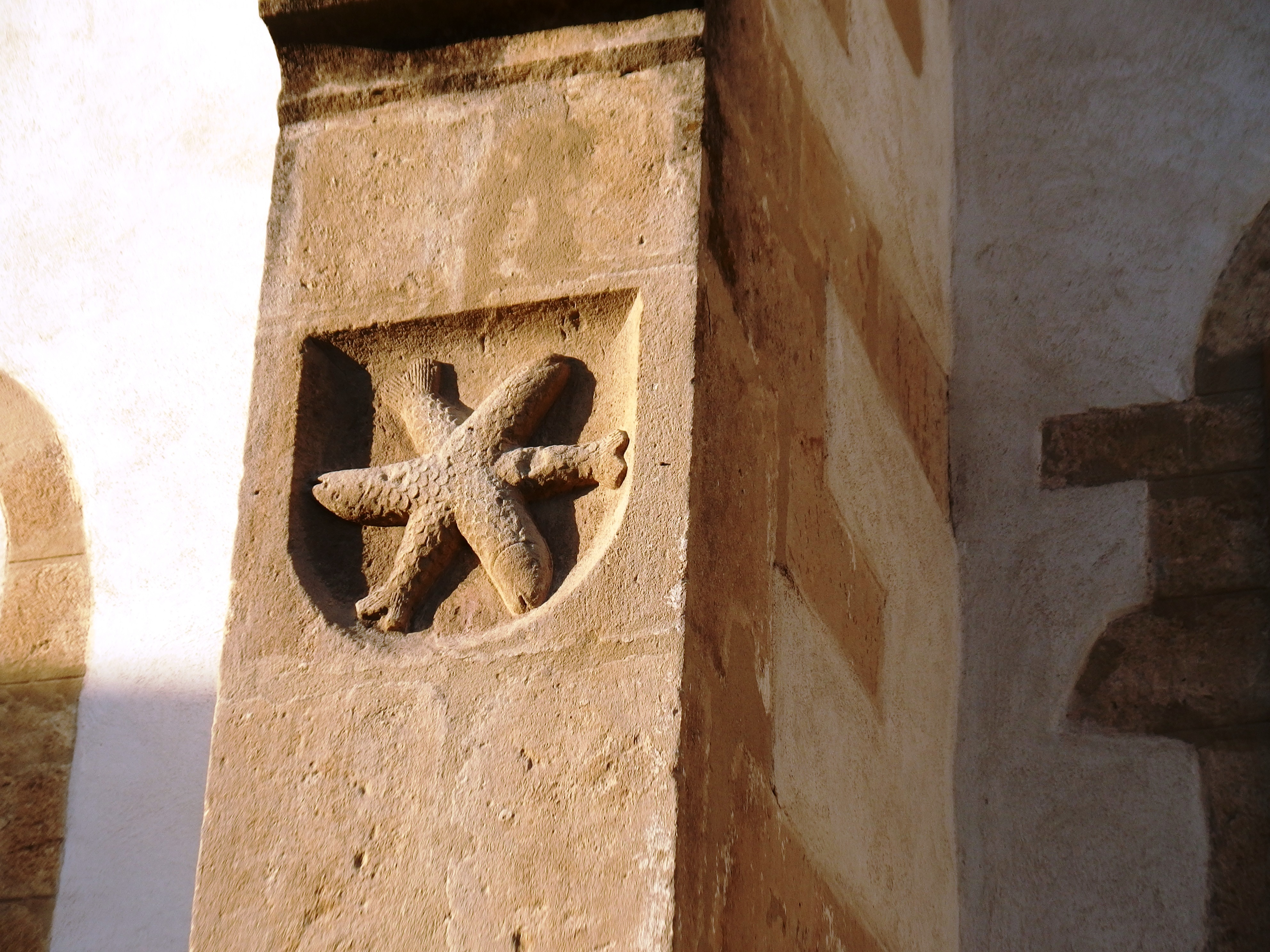
znak na opěráku lodě
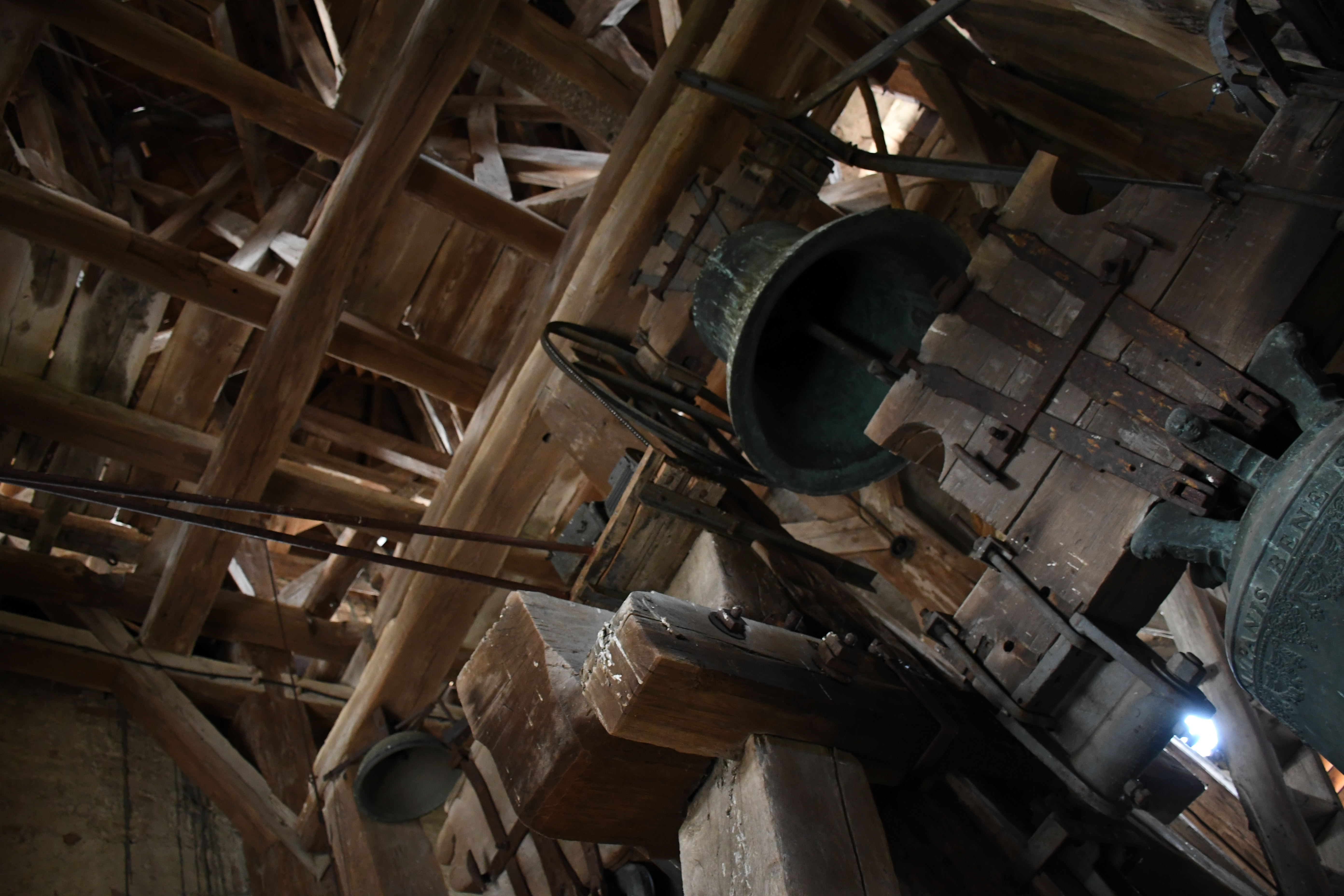
vnitřek zvonice se zvony
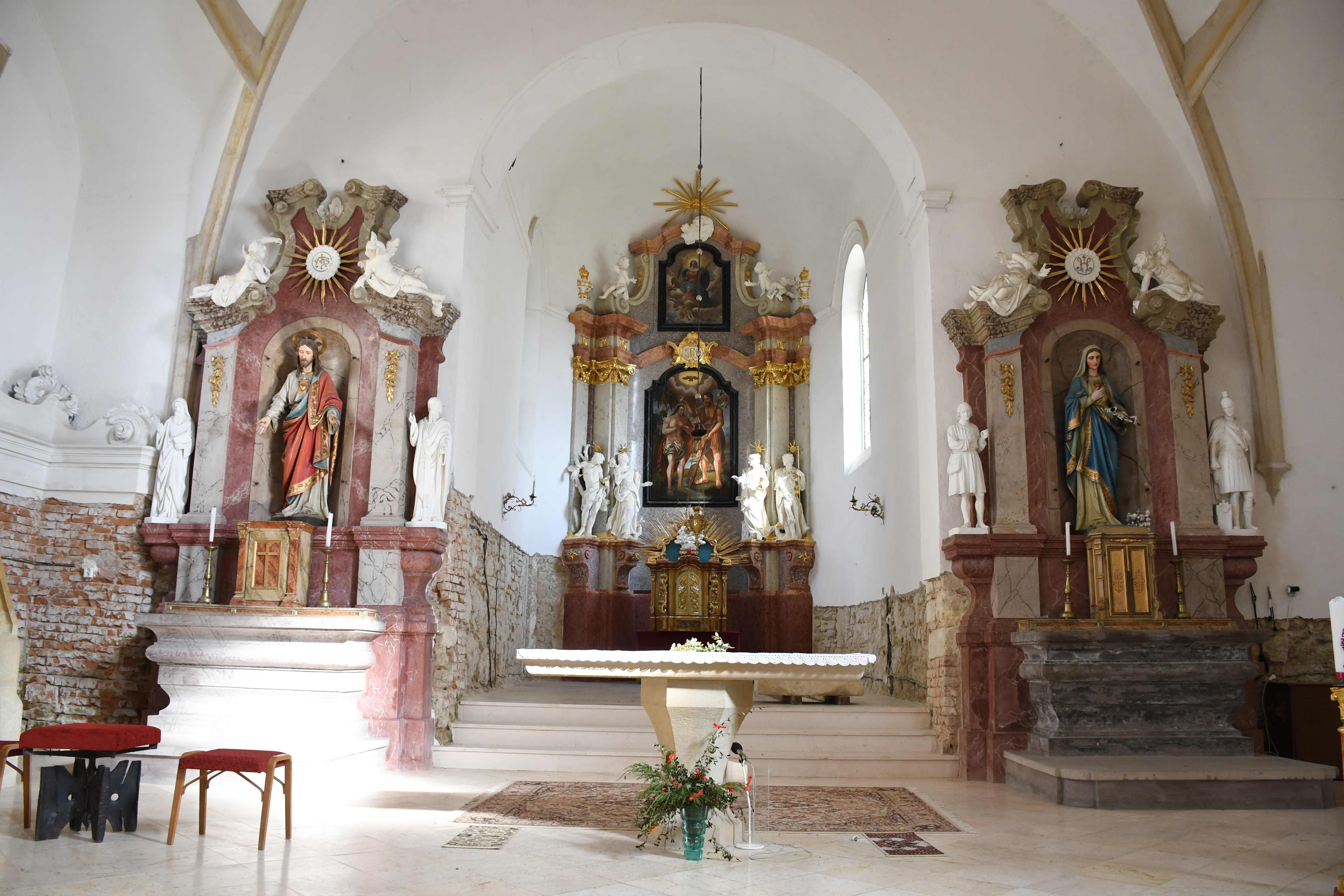
kněžiště s oltáři